# Agrius
Agrius este un gen de molii din familia Sphingidae.
Speciile sunt de obicei de culoare gri și au diferite forme sau linii roz sau galbene pe aripile inferioare și dungi pe abdomen.

## Specii
- Agrius cingulata (Fabricius, 1775) (America Centrală și de Sud)
- Agrius convolvuli (Linnaeus, 1758) (Eurasia, Africa, Australia)
- Agrius cordiae Riotte, 1984 (Insulele Marshall)
- Agrius luctifera (Walker, 1865) (Indonezia)
- Agrius godarti (Macleaey, 1826) (Australia)
- Agrius rothschildi Kitching & Cadiou, 2000

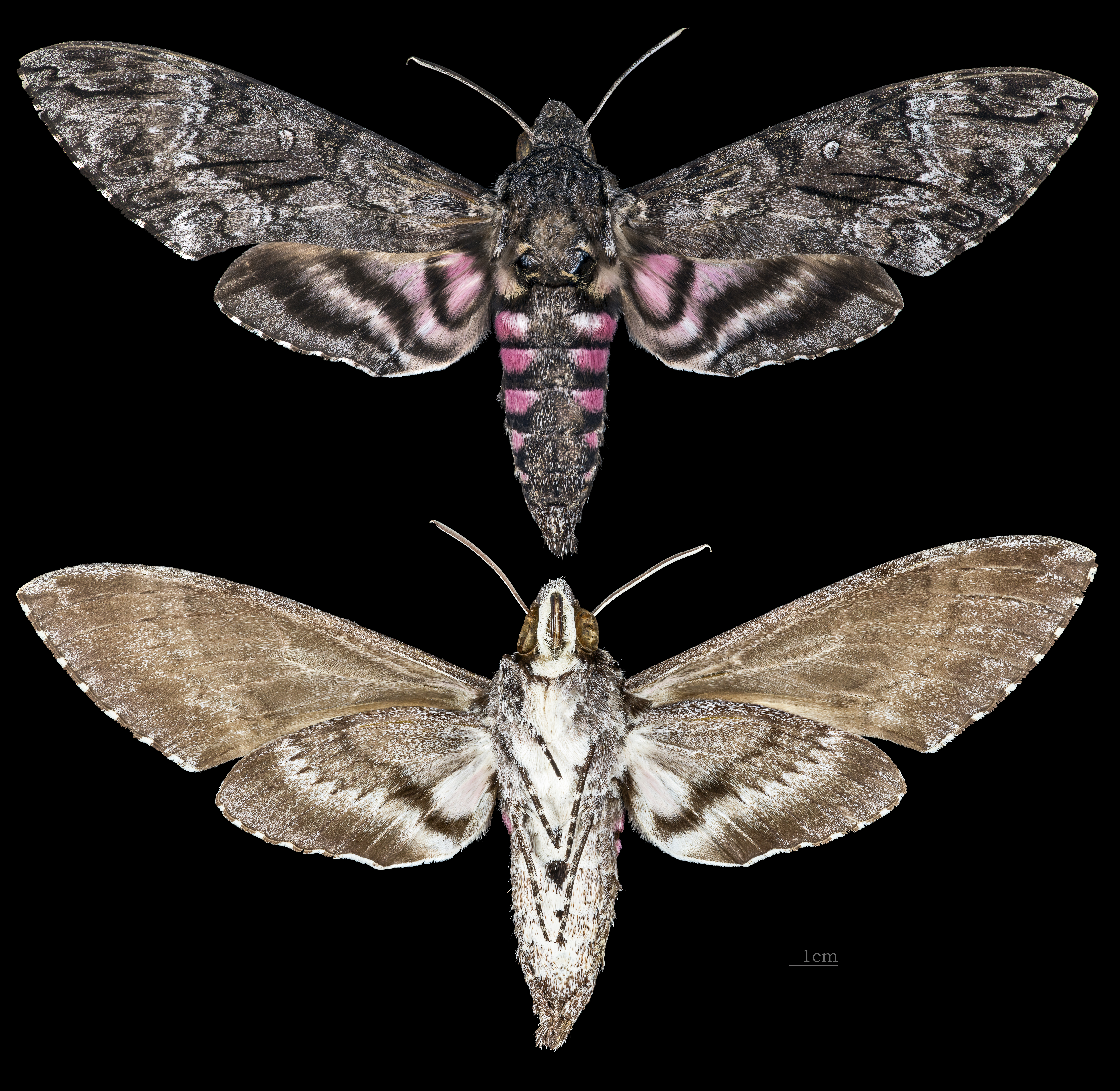
Agrius cingulata
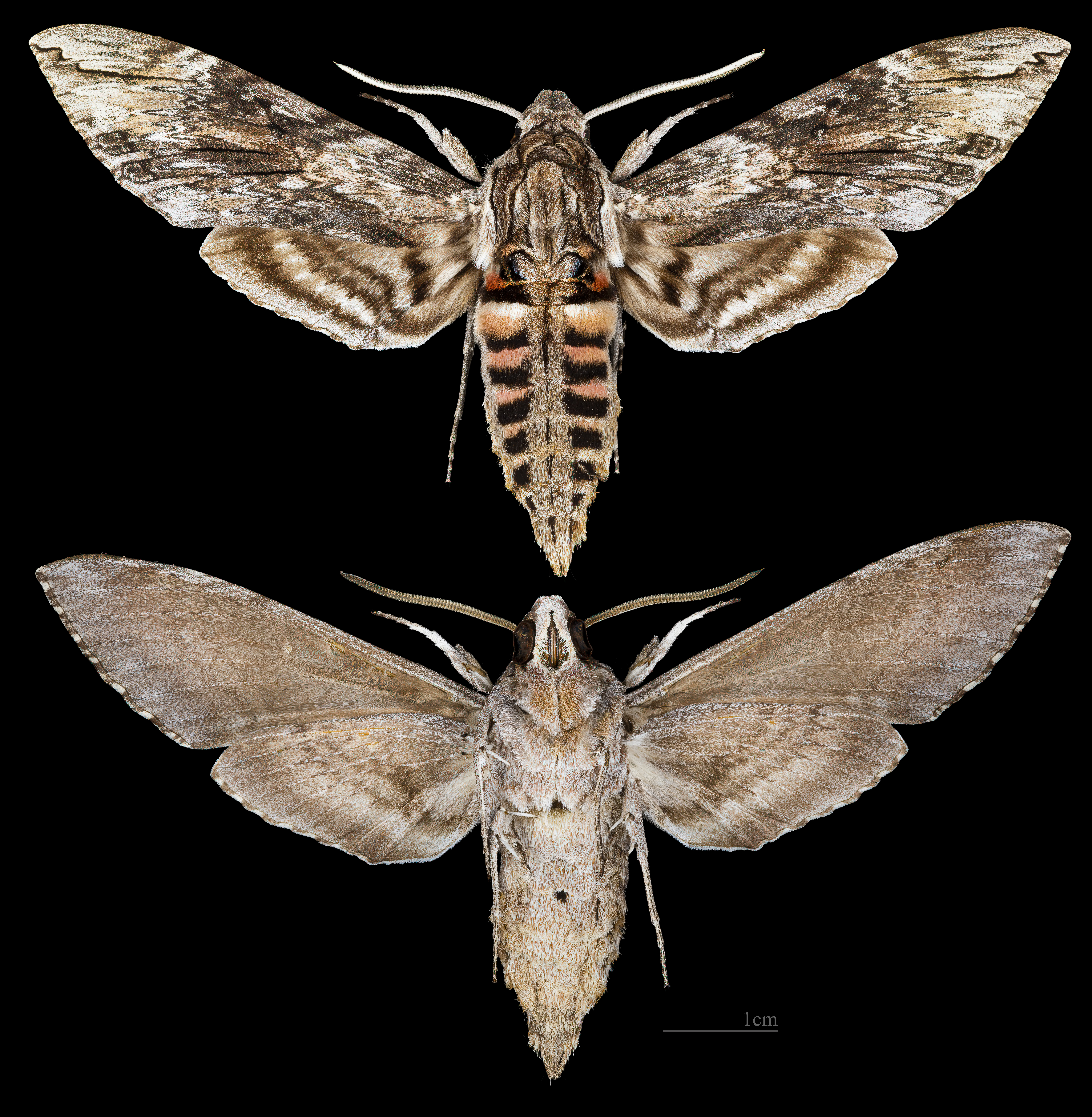
Agrius convolvuli
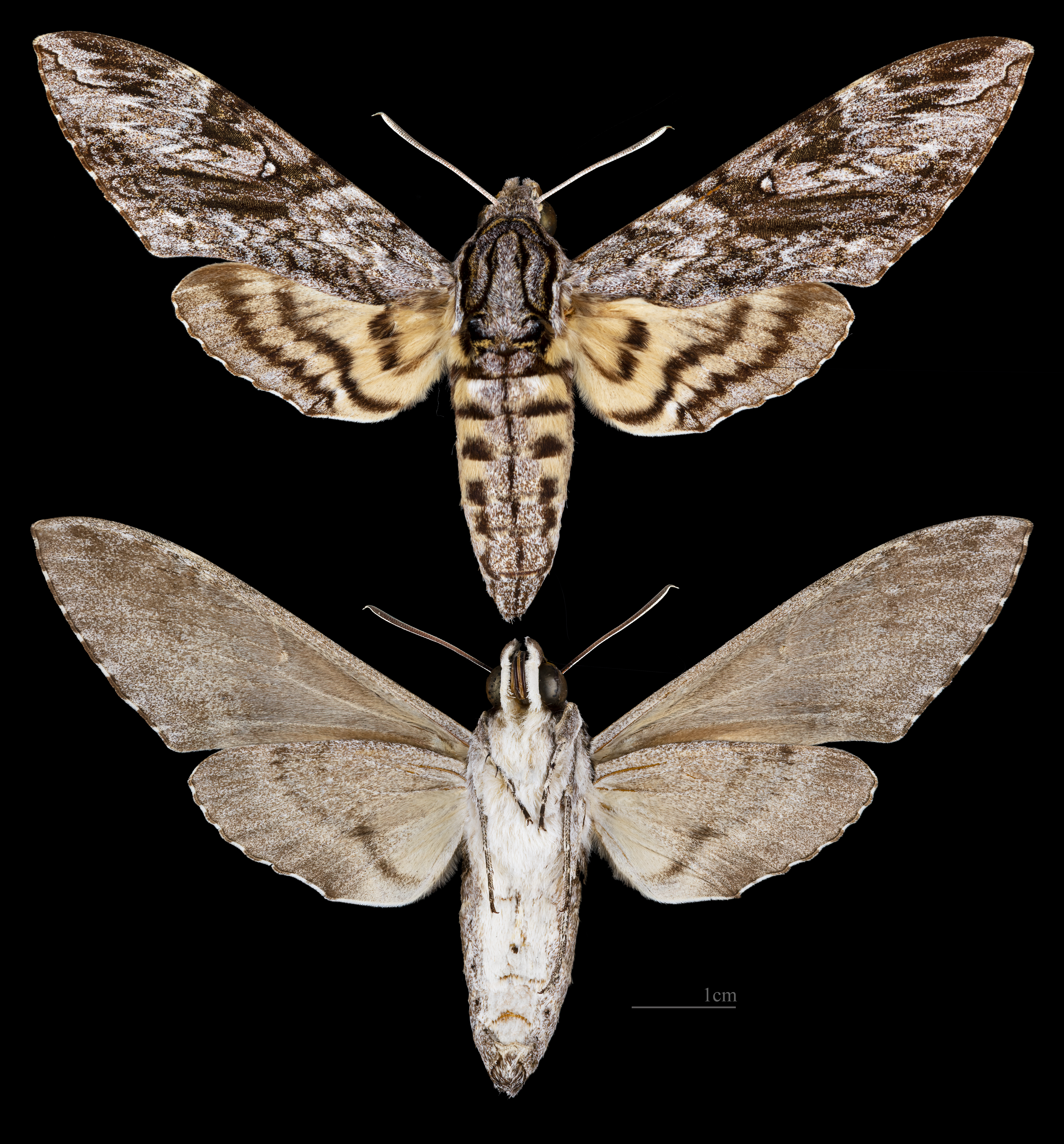
Agrius godarti